# PlayStation Vita

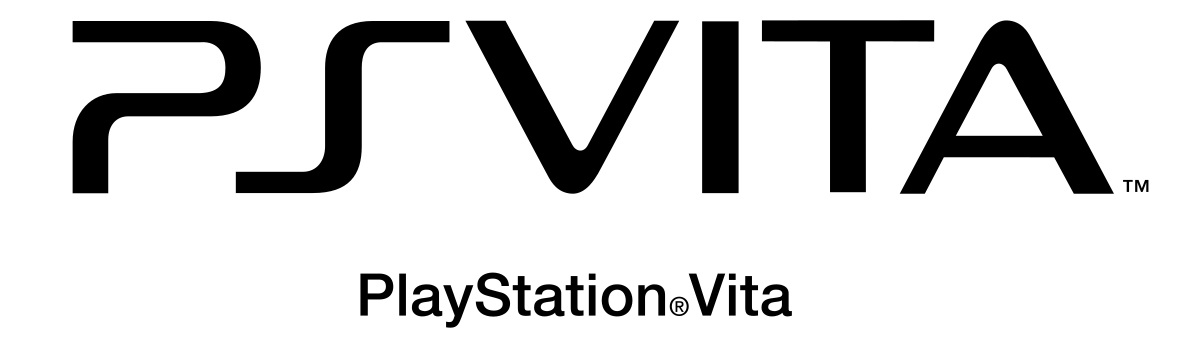
Oficjalne logo konsoli PSV

PlayStation Vita (nazwa kodowa Next Generation Portable) – przenośna konsola gier wideo przedsiębiorstwa Sony, która została zaprezentowana 27 stycznia 2011. Jest to następca konsoli PlayStation Portable. Urządzenie zadebiutowało w Japonii 17 grudnia 2011, a na rynku europejskim i amerykańskim pojawiło się 22 lutego 2012. Jest konkurentem przenośnej konsoli Nintendo 3DS, która miała swą premierę w pierwszym kwartale 2011. Przez cały okres istnienia sprzęt miał problem w przebiciu się do masowego klienta. Produkcja konsoli została zakończona w 2019 roku.

### Schemat konsoli

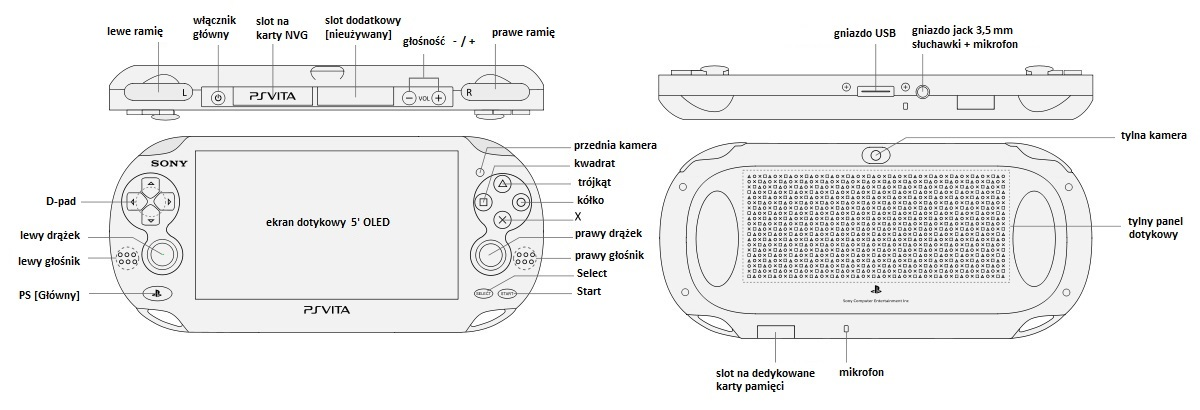
Układ przycisków w PS Vita FAT

## Dane techniczne

### Parametry
| Parametr                   | Opis |
| -------------------------- | --- |
| Nazwa platformy            | PlayStation Vita |
| Numer modelu               | PCH-1000 (model Fat), PCH-2000 (model Slim) oraz PCH-3000 (PS TV) |
| Procesor                   | ARM Cortex – A9 MPCore do 2.0 GHz (czterordzeniowy) |
| Karta graficzna            | PowerVR SGX543MP4+ (czterordzeniowy) |
| Wymiary (szer x wys x gł)  | około 182 × 83,5 × 18,6 mm |
| Pamięć wewnętrzna          | brak w modelu Fat, 1GB w modelu Slim |
| Ekran                      | 5 cali, format 16:9, rozdzielczość 960 × 544; 16 milionów kolorów; OLED w modelu Fat, LCD w modelu Slim, brak w PS TV; z multidotykiem (pojemnościowy)                                 |
| RAM                        | 512 MB |
| VRAM                       | 128 MB |
| Aparaty                    | przedni i tylny; nagrywanie kamerą: liczba klatek: 120 (w rozdzielczości 320x240, QVGA) i 60 (w rozdzielczości 640x480, VGA)                                                           |
| Dźwięk                     | stereo, wbudowany mikrofon |
| Sensory                    | tylny panel dotykowy z multidotykiem (pojemnościowy); wykrywanie ruchu w sześciu osiach (trzyosiowy żyroskop, trzyosiowy akcelerometr, trzyosiowy elektroniczny kompas)                |
| Przyciski/guziki           | przycisk PS, wyłącznik, klawisze kierunkowe (góra, dół, prawo, lewo), akcji (, i ), przyciski po bokach (prawy, lewy), prawa i lewa gałka, przycisk START i SELECT, klawisze głośności |
| Komunikacja bezprzewodowa  | połączenie z siecią komórkową oraz wbudowany GPS (tylko w modelu z 3G/Wi-Fi), połączenie bezprzewodowe w standardzie IEEE 802.11b/g/n, Bluetooth                                       |
| Sloty/porty                | slot na karty NVG, slot na karty pamięci, slot na kartę sim (model z 3G/Wi-Fi), port wielofunkcyjny (USB i ładowanie), wyjście słuchawkowe (mini jack 3,5mm), port dla akcesoriów      |
| Bateria                    | wbudowany akumulator litowo-jonowy 2210 mAh, zasilacz sieciowy |
| Obsługiwane formaty plików | muzyka – MP3, MP4; obraz – JPEG, TIFF, BMP, GIF, PNG; wideo – MPEG-4 (AAC), H.264/MPEG-4 AVC                                                                                           |

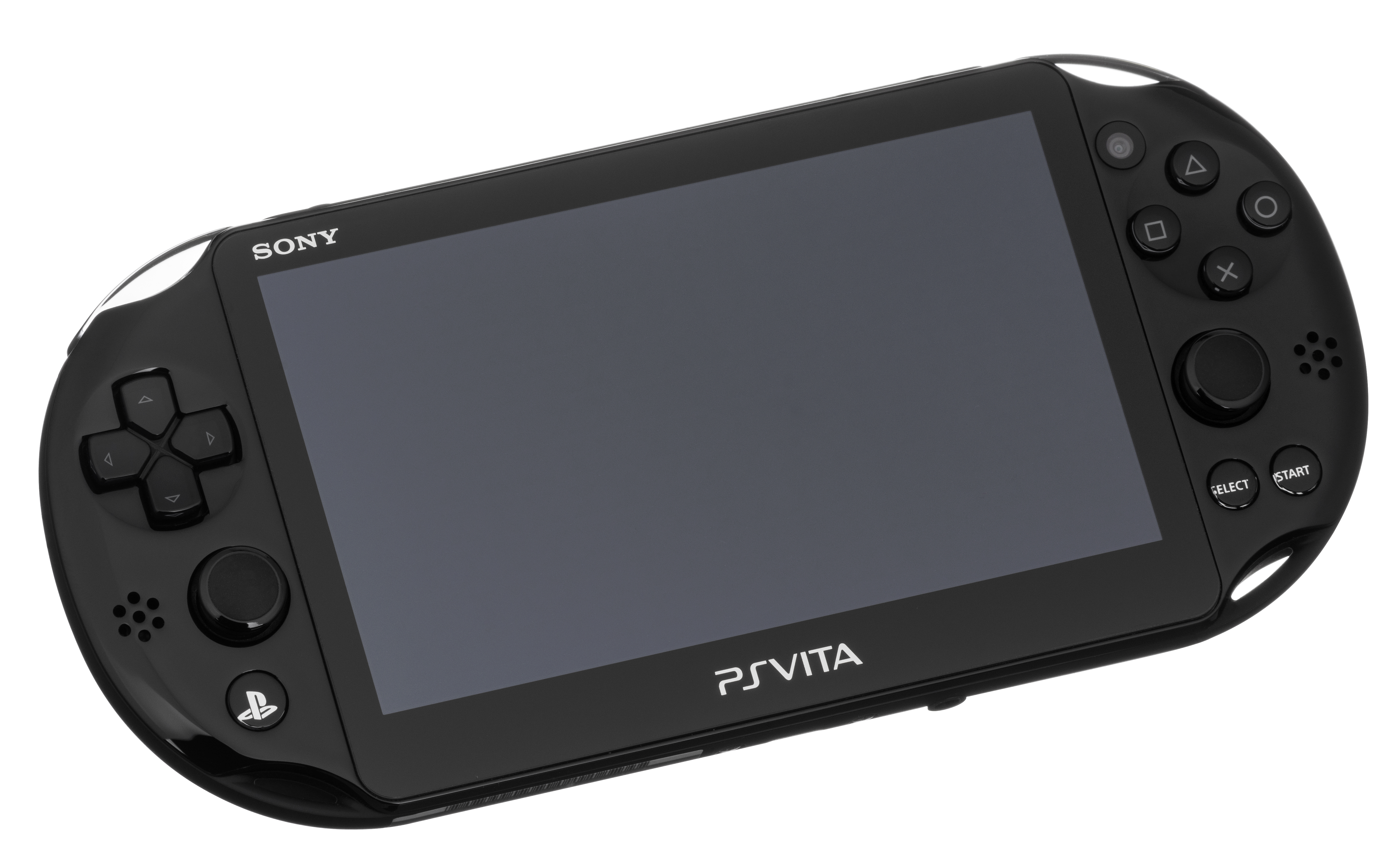
Model Slim

W październiku 2013 został wydany nowy model PS Vita (Slim), serii PCH-2000. Wyposażony został w pojemniejszą baterię, 1 GB pamięci wewnętrznej, port micro-USB oraz ekran LCD. Wariant ten jest lżejszy i cieńszy od wcześniejszego modelu, co osiągnięto m.in. poprzez usunięcie nieużywanego portu rozszerzeń.

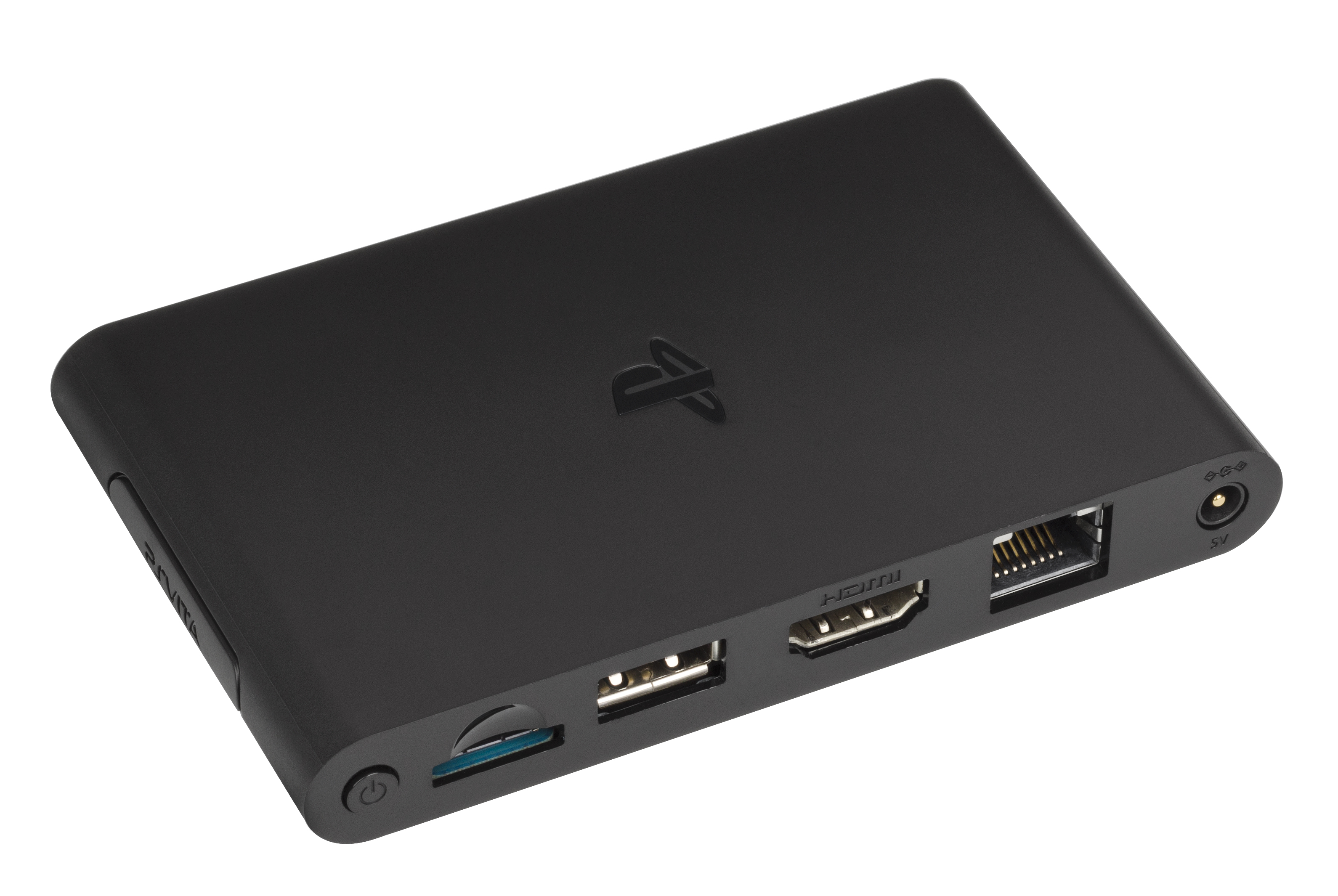
Model PS Vita TV

14 listopada 2013 Sony niespodziewanie wydało stacjonarną wersję o nazwie PS Vita TV (PCH-3000), którą podłącza się do zwykłego telewizora i steruje kontrolerem DualShock 3 lub DualShock 4. Konsola pozbawiona została własnego ekranu dotykowego, przez co nie obsługuje części gier z biblioteki PSV. Reklamowana była jako urządzenie do zdalnej gry na drugim telewizorze po uprzednim sparowaniu z PS3 lub PS4. Nie zdobyła jednak dużej popularności i jej produkcja została zakończona 28 lutego 2016 r.

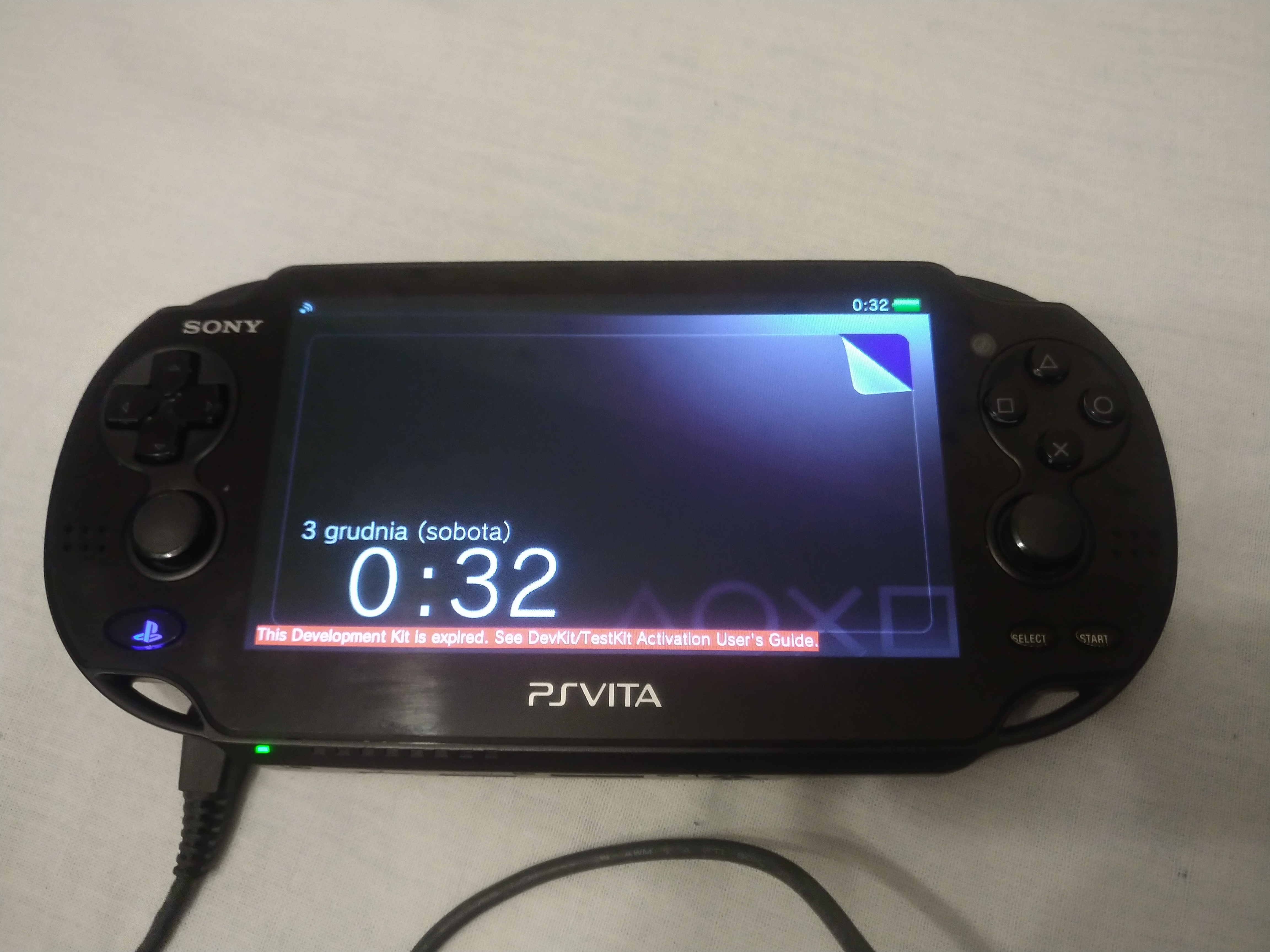
Model deweloperski PDEL-1000

## Porównanie PlayStation Portable, PlayStation Vita oraz PS Vita TV
| Cecha           | PlayStation Portable                                                                                    | PlayStation Vita | PS Vita TV |
| --------------- | --- | --- | --- |
| Ekran           | Ekran LCD o przekątnej 4,3"                                                                             | Ekran dotykowy o przekątnej 5" | Brak |

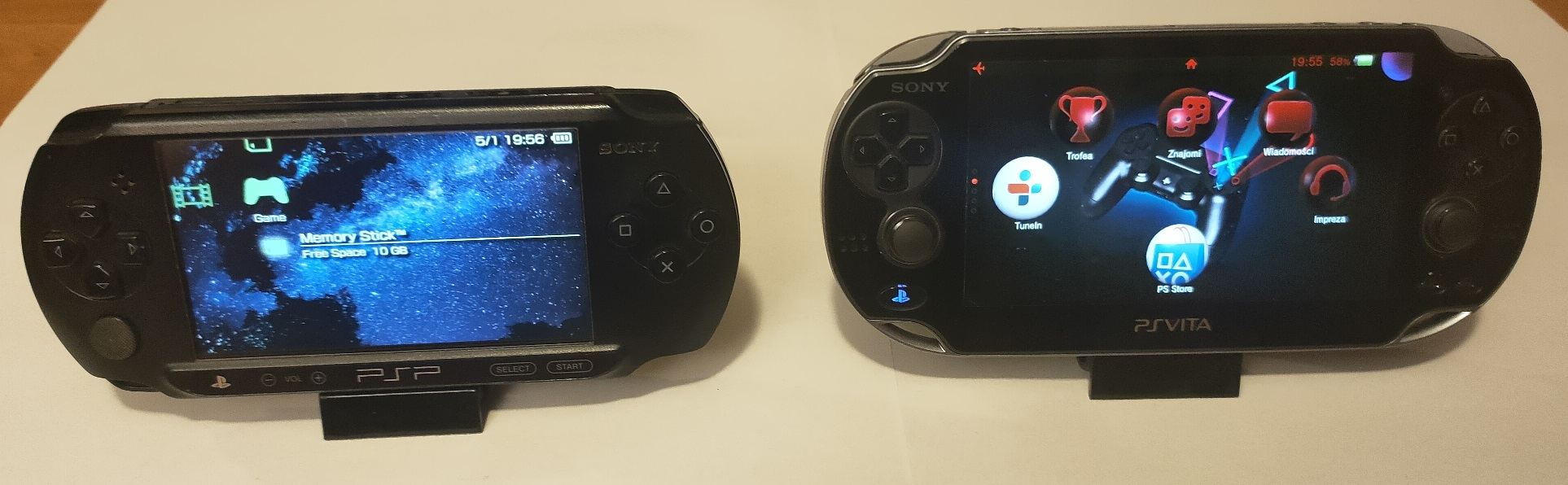
Porównanie rozmiarów PSP Street (E1000) oraz PS Vita FAT (PCH-1104)

| Pamięć          | Karty pamięci Memory Stick Pro Duo do 32 GB (oprócz PSP Go! – tam karta pamięci M2 oraz wbudowane 16GB) | Specjalne karty pamięci o pojemnościach od 4 GB do 64 GB, w modelu „Slim” wbudowany 1GB; po modyfikacji odczyt kart microSD do 256 GB. | Specjalne karty pamięci o pojemnościach od 4 GB do 64 GB, w modelu „Slim” wbudowany 1GB; po modyfikacji odczyt kart microSD do 256 GB. |
| Nośnik          | UMD | NVG card | NVG card |
| Gałka analogowa | Jedna, po lewej stronie                                                                                 | Dwie, po prawej i lewej stronie | DualShock 3, DualShock 4 |
| Bateria         | 1200 lub 1800 mAh                                                                                       | 2210 mAh | Zasilacz 5V |
| Kamery          | Kamera doczepiana do portu miniUSB                                                                      | Dwie wbudowane kamery, z przodu i z tyłu                                                                                               | Brak |
| Mikrofon        | Wbudowany tylko w wersjach PSP-3000 i PSP Go!, w pozostałych doczepiany do portu jack 3,5mm             | Tak, wbudowany; alternatywnie przez port jack 3,5mm lub urządzenie Bluetooth                                                           | Brak |
| Wi-Fi           | Tak | Tak | Tak |
| Bluetooth       | Tak, wbudowana tylko w PSP Go!                                                                          | Tak, w wersji 2.1+EDR | Tak, w wersji 2.1+EDR |
| Wyjście AV      | Tak, tylko w PSP-2000 i PSP-3000                                                                        | Nie, lecz dostępne po modyfikacji | złącze HDMI |
| Panel dotykowy  | Brak | Tak, z tyłu konsoli | Brak |
| 3G              | Brak | Tak, tylko w modelu „Fat” 3G/Wi-Fi | Brak |
| GPS             | Brak | Tak, tylko w modelu „Fat” 3G/Wi-Fi | Brak |
| Żyroskopy       | Brak | Tak | Brak |

## Oprogramowanie

### System operacyjny[9]

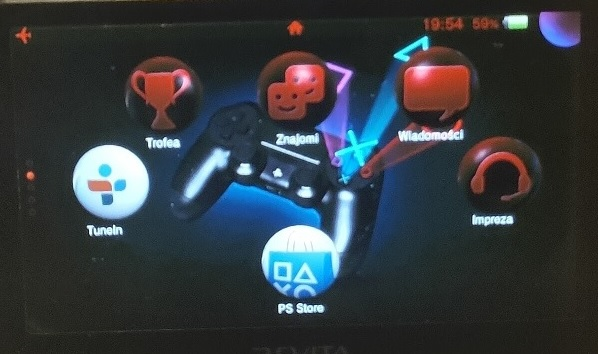
System VitaOS z dotykowym interfejsem Live Area

System operacyjny konsoli, VitaOS, jest oparty na FreeBSD. Został opracowany przez Sony w całości na potrzeby urządzenia. W nowej konsoli zrezygnowano z obecnego w PSP i PS3 interfejsu XrossMediaBar. Zamiast tego wykorzystano dotykowy interfejs LiveArea. Wbudowana aplikacja Near pozwalała wyszukać graczy w pobliżu, zapraszać do wspólnej gry, dzielić się zdjęciami oraz wysyłać wiadomości tekstowe. Dostępne do pobrania były aplikacje dla Youtube'a, Facebooka, Skype'a oraz Mapy Google. Systemowa przeglądarka internetowa nie obsługiwała Adobe Flash, jednak HTML5, ciasteczka i JavaScript były dostępne.

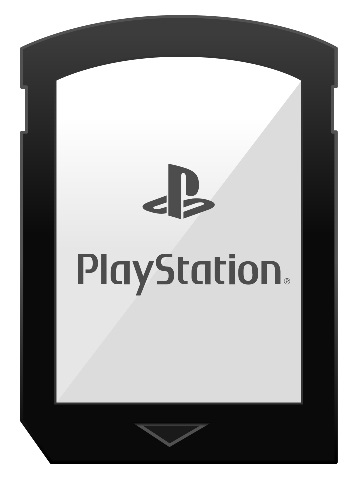
Karta NVG

### Gry
W okolicach premiery gry na konsole wydawane były na tzw. NVG Card. Gdy popularność konsoli malała, podjęto decyzję o zaprzestaniu dystrybucji gier na kartach NVG, tym samym zwiększając biblioteki cyfrowego sklepu PS Store o gry takie jak Hotline Miami, Spelunky, Guacamelee!, Super Stardust Delta, Escape Plan i wiele innych.
Urządzenie jest także w pełni kompatybilne z grami na pierwsze PlayStation oraz PSP dostępnymi na PS Store za pośrednictwem PS Network. Konsola nie posiada czytnika płyt UMD występującego w PSP, dlatego nie jest w stanie odczytać danych z tego nośnika.
Korzystając z funkcji Remote Play, konsola PlayStation 4 może połączyć się z PSV, dzięki czemu ekran Vity działa jak telewizor, na którym wyświetlany jest obraz gry uruchomionej na PS4, a jej przyciski działają jak w kontrolerze DualShock 4. PSV nie posiada jednak funkcji wibracji, a także fizycznych przycisków L2/R2 oraz L3/R3, które są emulowane tylnym lub przednim panelem dotykowym.

### Wnioski wyciągnięte podczas cyklu życia PSP

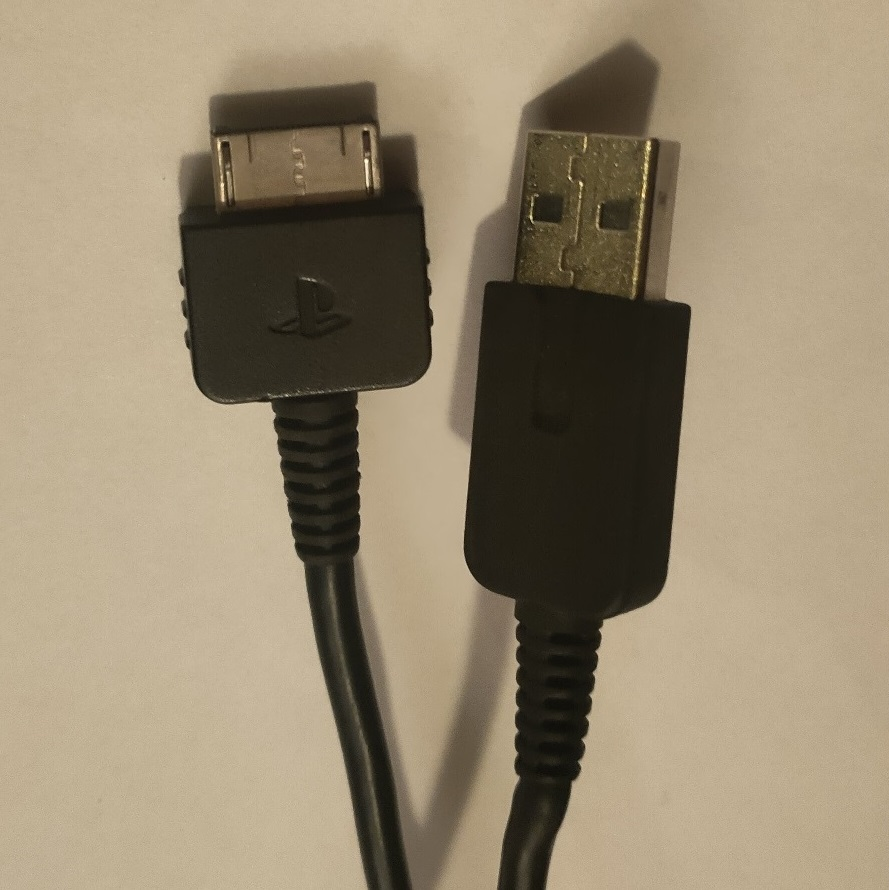
Nietypowy kabel USB do PS Vita FAT, model Slim posiada zwykły kabel microUSB

## Spadek popularności

### Wnioski wyciągnięte podczas cyklu życia PSP[4]

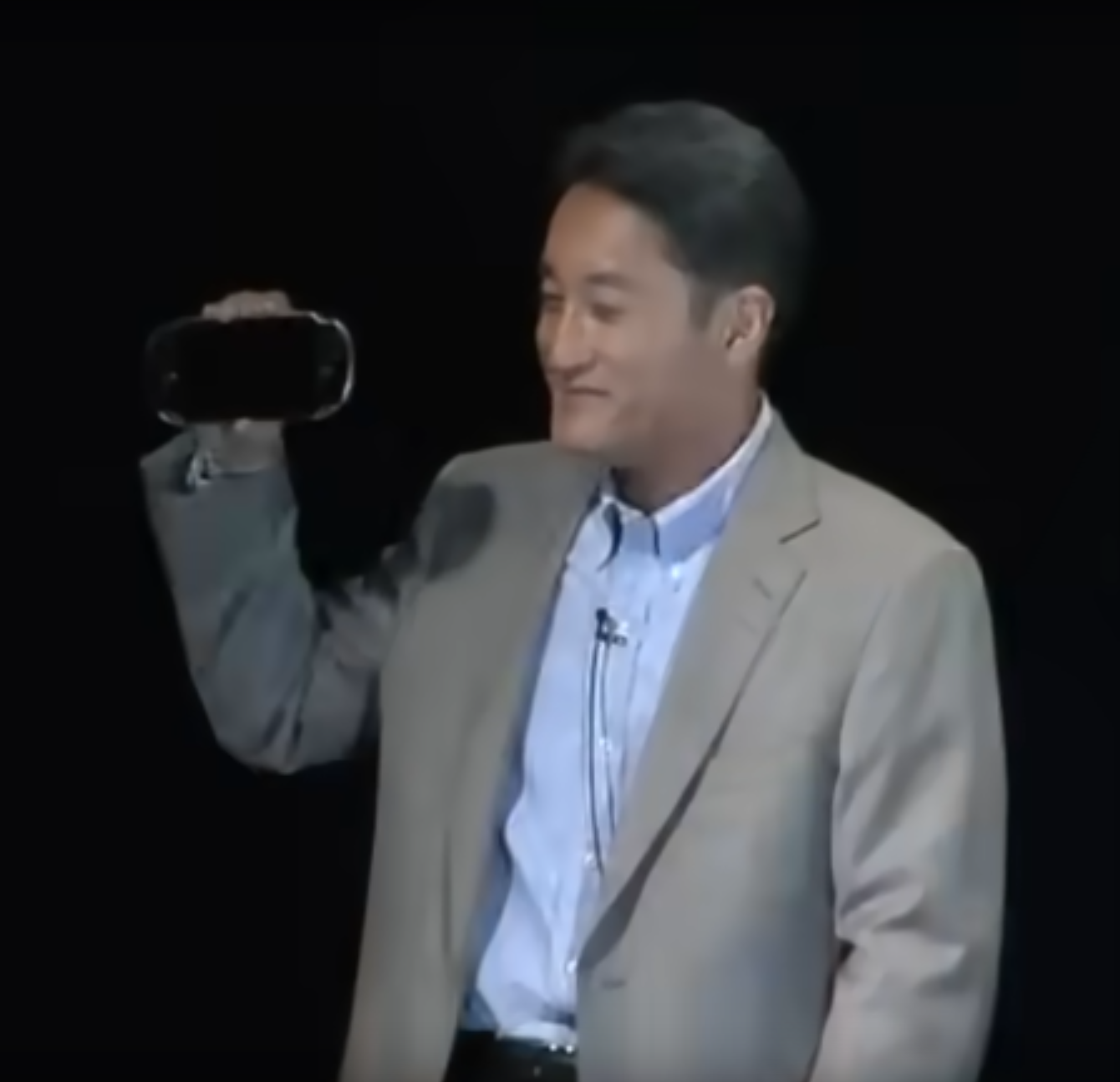
"Vita oznacza życie"
- Kaz Hirai, prezes Sony Entertainment, podczas ujawnienia PSVita w styczniu 2011r.

Projektanci nowej konsoli musieli zastosować rozwiązania mające na celu uchronienie jej przed problemami nękającymi PSP. Walka z piractwem i wynikające z niej straty finansowe spowodowały, że postanowiono zastosować radykalne środki. Aby uniemożliwić modyfikacje w oprogramowaniu konsoli, przynajmniej w pierwotnej wersji FAT, została pozbawiona wbudowanej pamięci oraz zdecydowano się wprowadzić unikalne karty pamięci. Zastosowano też wejście na nietypowy kabel USB oraz oddzielne oprogramowanie Content Manager do zarządzania kartą pamięci, aby jeszcze bardziej zniechęcić piratów.

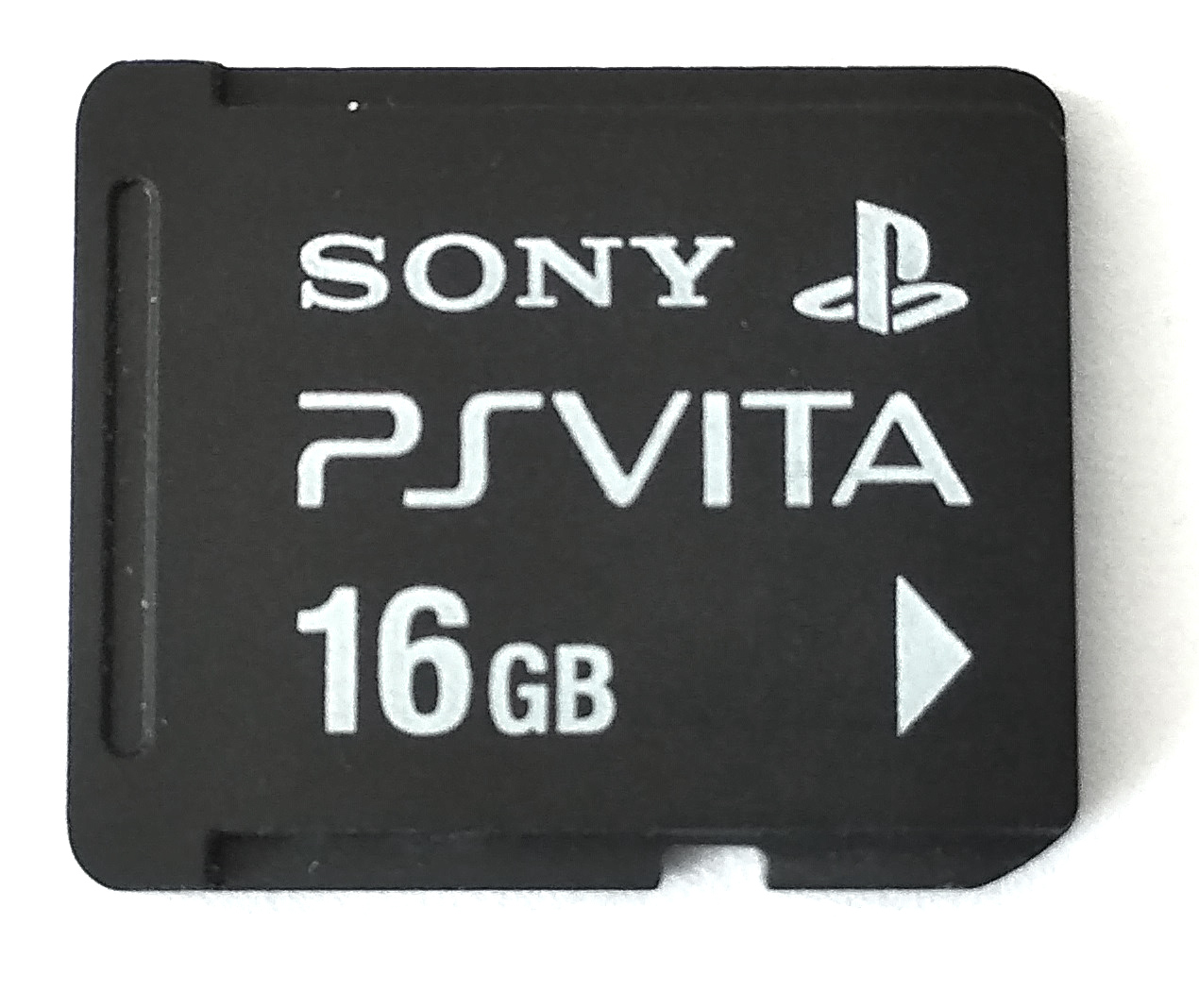
Specjalna karta pamięci o pojemności 16 GB

### Premiera oraz deficyt wysokobudżetowych gier[4]
W czasie swojego debiutu, na przełomie 2011 i 2012, konsola miała konkurować z Nintendo 3DS, następcą Nintendo DS. Oferowała znacznie mocniejsze parametry, zarówno względem swojej poprzedniczki PSP, jak i w porównaniu z Nintendo 3DS. Tytuły przygotowane na premierę takie jak Killzone: Najemnik, Uncharted: Złota Otchłań czy Gravity Rush swoim rozmachem oraz detalami przyciągnęły uwagę branży growej, a co za tym idzie pierwszych klientów. Jednak przygotowane na premierę gry można było policzyć na palcach jednej ręki. Kilka miesięcy po premierze nadciągnął deficyt nowych gier, a Sony zaczęło wypuszczać więcej mniejszych i tanich, lecz prawie żadnej wysokobudżetowej produkcji. Często pojawiały się konwersje prostych gier ze smartfonów, np. Fruit Ninja oraz generyczne endless-runnery, których obsługa wymagała naciskania jednego przycisku lub wykreślenia prostego gestu na ekranie dotykowym. Tego typu gry miały dość wygórowaną cenę w porównaniu ze swoimi oryginalnymi wersjami. Potencjalni klienci, którym zależało na mobilności, zaczęli rezygnować z zakupu PSV na rzecz coraz mocniejszych smartfonów. Wysoka cena samej konsoli, która w dniu premiery wynosiła około 1100 zł, wraz z celowo zawyżanymi cenami kart pamięci, które zależały od pojemności (od około 80 zł [4GB] do około 550 zł [64GB]), co skutecznie zniechęciło wszystkich tych, którzy chcieli sprawdzić możliwości następcy PSP.

### Dominacja PlayStation 4[4]
Rok później nastąpiła długo wyczekiwana premiera PlayStation 4, które znacznie szybciej niż PSV znajdowało nowych nabywców. Przedstawiciele Sony w wywiadach coraz rzadziej wspominali o PSV, stopniowo degradując ją z pozycji multimedialnego gadżetu do roli przenośnego ekranu dla PS4 dzięki funkcji Remote Play. Wypuszczono też specjalną wersję PS4 z dołączoną PSV lub PS Vita TV, aby pozbyć się zalegających w magazynach egzemplarzy. Coraz więcej gier dostępnych na PSV, tj. Borderlands 2, Octodad: Dadliest Catch, Rayman Legends czy Don’t Starve było tytułami cross-platformowymi, również dostępnymi na PS4, a nawet PS3. Użytkownicy stacjonarnych konsol nie odczuwali potrzeby grania w gorszej jakości gry, na małym ekranie PSV.

### Silna konkurencja[4]

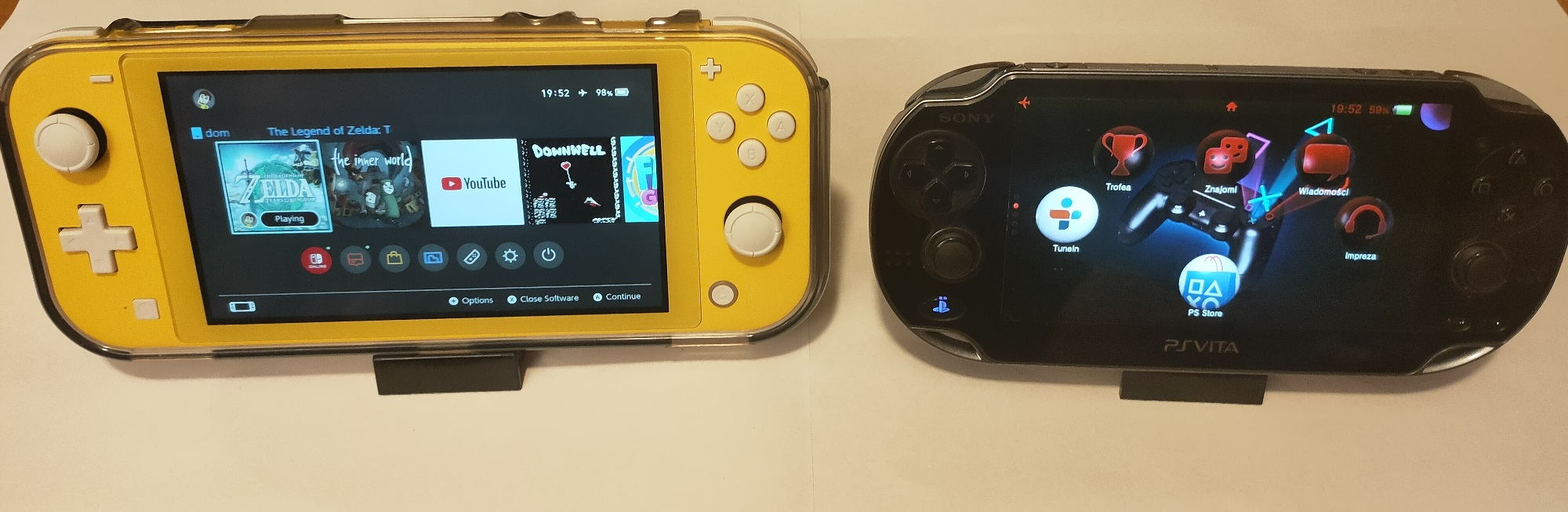
Porównanie rozmiarów Nintendo Switch Lite oraz PS Vita FAT

Brak obiecanych gier oraz prężnie rozwijający się rynek smartfonów całkowicie przyćmiły funkcjonalność i moc PSV. Podczas gdy Sony traciło nadzieję na powodzenie ich przenośnej konsoli, Nintendo 3DS radził sobie znakomicie. Firma Nintendo dzięki swojemu wieloletniemu doświadczeniu oraz wnioskach wyciągniętych z porażki konkurenta, stosowała zupełne przeciwieństwo jego polityki wydawania gier. 3DS wyszedł z tej walki zwycięsko dzięki oparciu się na mocnych markach, takich jak Pokemon, Mario czy Zelda, które miały swoje premiery konsekwentnie, co kilka miesięcy, zatrzymując przy sobie oddanych klientów. W 2017 roku premierę miało Nintendo Switch, które błyskawicznie zajęło sporą część rynku przenośnych konsol.

### Wygaszanie zainteresowania[12]
Już w dwa lata po premierze PSV przestała być priorytetem dla Sony. Ogromny sukces PS4 ostatecznie pogrzebał wszelkie starania by PSV przynosiło jakiekolwiek dochody. W kwietniu 2015 w nowej aktualizacji usunięto aplikacje YouTube'a, Skype'a, Mapy Google, Facebooka oraz Near. Zalegające w fabrykach egzemplarze zostały przerobione do formy PS Vita TV. Ostatnim bastionem popularności PSV okazała się Japonia, której specyficzna kultura i moda zapewniły PSV „drugie życie”.

### Rynek japoński[4]
Pomimo problemów konsola zdobyła uznanie wśród wąskiej grupy wielbicieli japońszczyzny. W momencie, gdy zachodni twórcy wycofali się ze wspierania sprzętu, na PS Store pojawiało się mnóstwo gier z gatunku jRPG oraz visual novel. Gry takie jak Persona 4: Golden, Zero Escape, Steins;Gate, Danganronpa czy The House in Fata Morgana należą do produkcji, które swoją popularność zawdzięczają właśnie temu sprzętowi, przyklejając jej łatkę konsoli skierowanej głównie do otaku. Wiele z tych tytułów otrzymało oficjalne oraz fanowskie wersje anglojęzyczne, a także fizyczne wydania na rynek zachodni.

### Zakończenie produkcji[12][5]
PS Vita stała się sprzętem niszowym, a próba wprowadzenia PS Vita TV nie powiodła się. 1 marca 2019 Sony oficjalnie zakończyło produkcję sprzętu. Liczbę sprzedanych sztuk szacuje się w granicach 15 milionów. Wraz z rosnącą modą na sprzęty VR, Sony podjęło decyzję, by skierować swoje zainteresowanie na gogle wirtualnej rzeczywistości PS VR i jego następców.
Do kwietnia 2023 nie było oficjalnych informacji co do następnej przenośnej konsoli PlayStation. W maju 2023 Sony zaprezentowało Project Q, znane później pod nazwą PlayStation Portal. Jest to bezprzewodowy kontroler do PS5, wyglądem przypominający hybrydę DualSense oraz ekranu dotykowego. Urządzenie działa dzięki funkcji Remote Play, nie posiada podzespołów potrzebnych do uruchomienia własnych gier. W listopadzie 2024 dla subskrybentów Premium dodano możliwość grania w niektóre gry bezpośrednio z chmury (bez potrzeby posiadania PS5).

## Scena homebrew

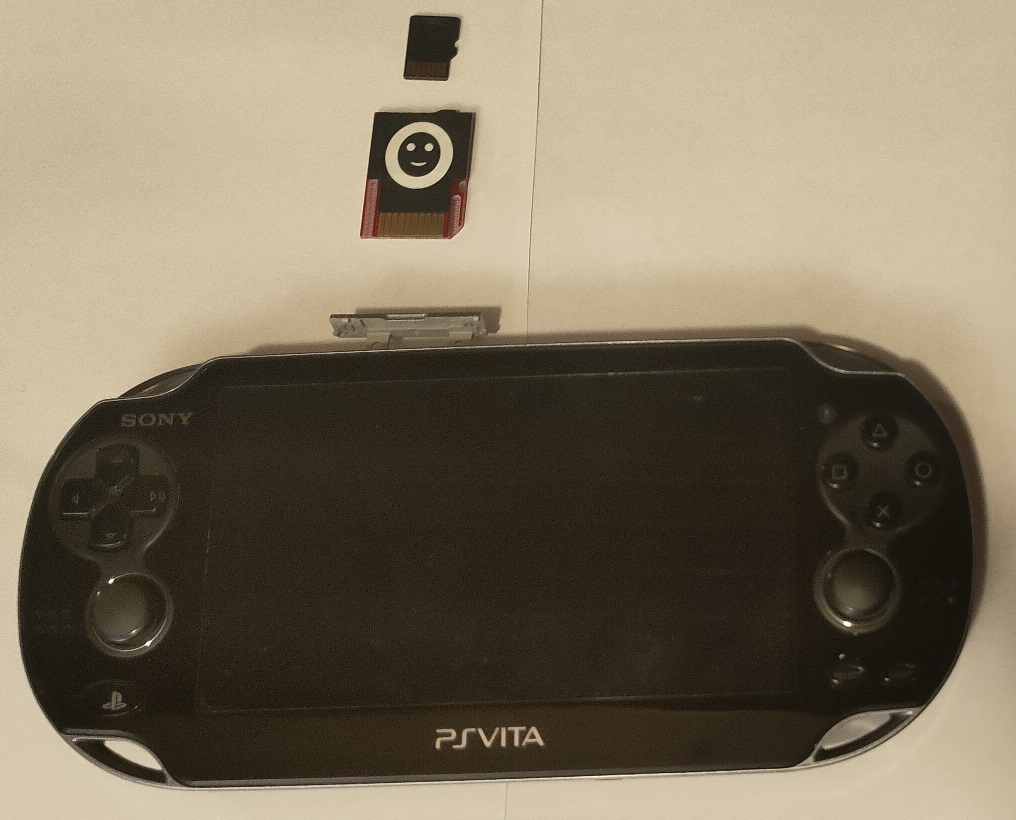
Adapter SD2VITA dla kart microSD

Już od pierwszej wersji oprogramowania, hakerzy szukali dziur systemowych, wykorzystując tzw. exploity, aby odtwarzać pirackie kopie gier. Trudności w złamaniu zabezpieczeń, przyciągały uwagę utalentowanych programistów, tj. Andy 'TheFlow0' Nguyen znany z prac nad użytecznymi programami dla PSV, a także pracami nad złamaniem oprogramowania PS4 oraz PS5. Na przestrzeni lat powstały liczne nieformalne grupy programistów, próbujących swoich sił w złamaniu zabezpieczeń konsoli, lecz bardzo szybko porzucali prace i nie konsultowali postępów ze społecznością homebrew. Przez lata Sony toczyło walkę z hakerami, wysyłając pozwy sądowe oraz wypuszczając co kilka miesięcy poprawione wersje oprogramowania, jednak z marnym skutkiem.
Już w 2013 jedną z pierwszych metod złamania systemu było użycie exploitu podczas emulacji gier z PSP. Do tego celu wykorzystany został odpowiednio zmodyfikowany plik zapisu z gier na PSP, takich jak Urbanix, MBA lub Gravity Crash.

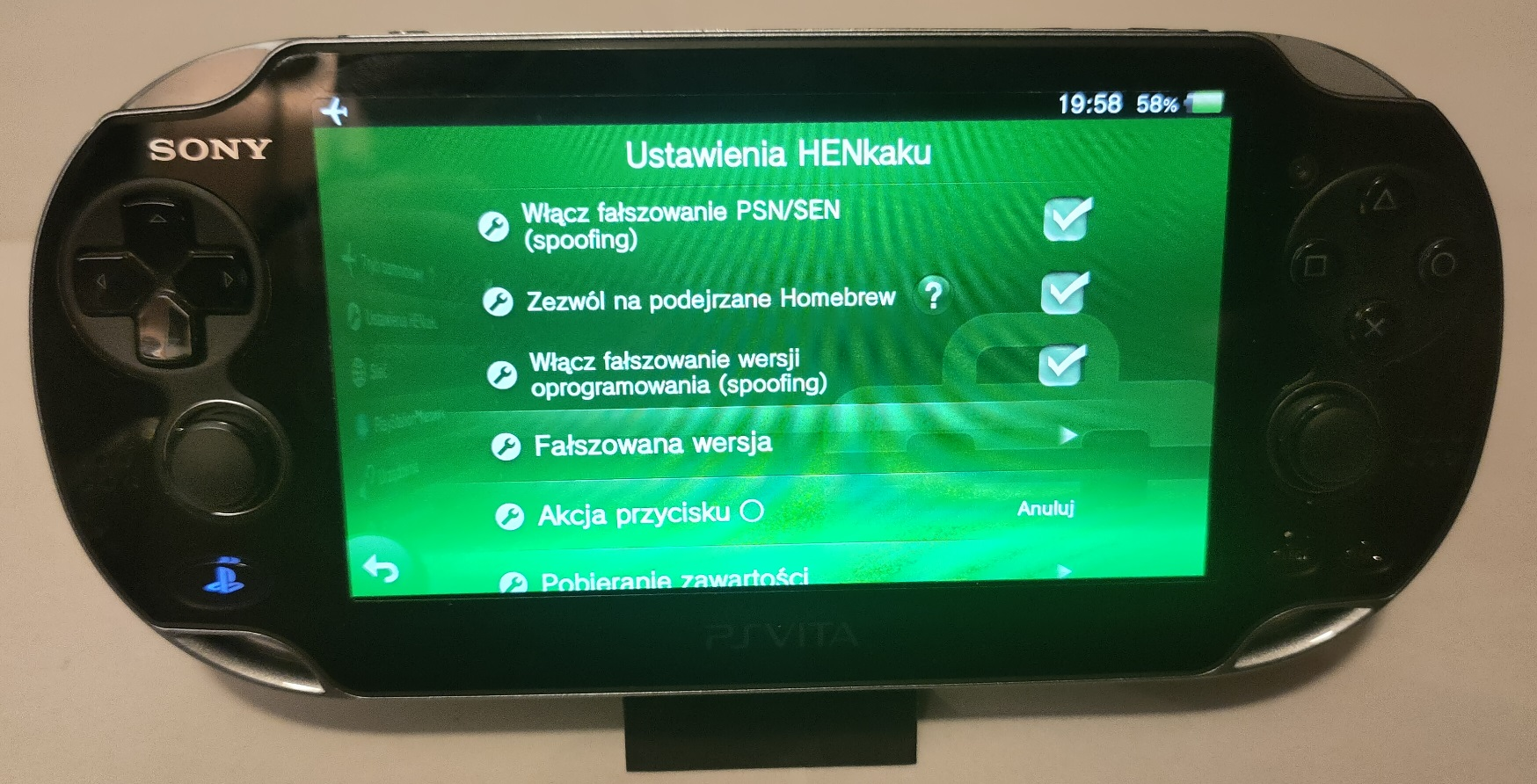
Exploit HENkaku

W 2014 powstała grupa Molecule ściśle związana z portalem wololo.net, składająca się z azjatyckich programistów. Dzięki niej opracowano metody złamania zabezpieczeń oprogramowania sprzętowego w wersji 3.60, o nazwie HENkaku.

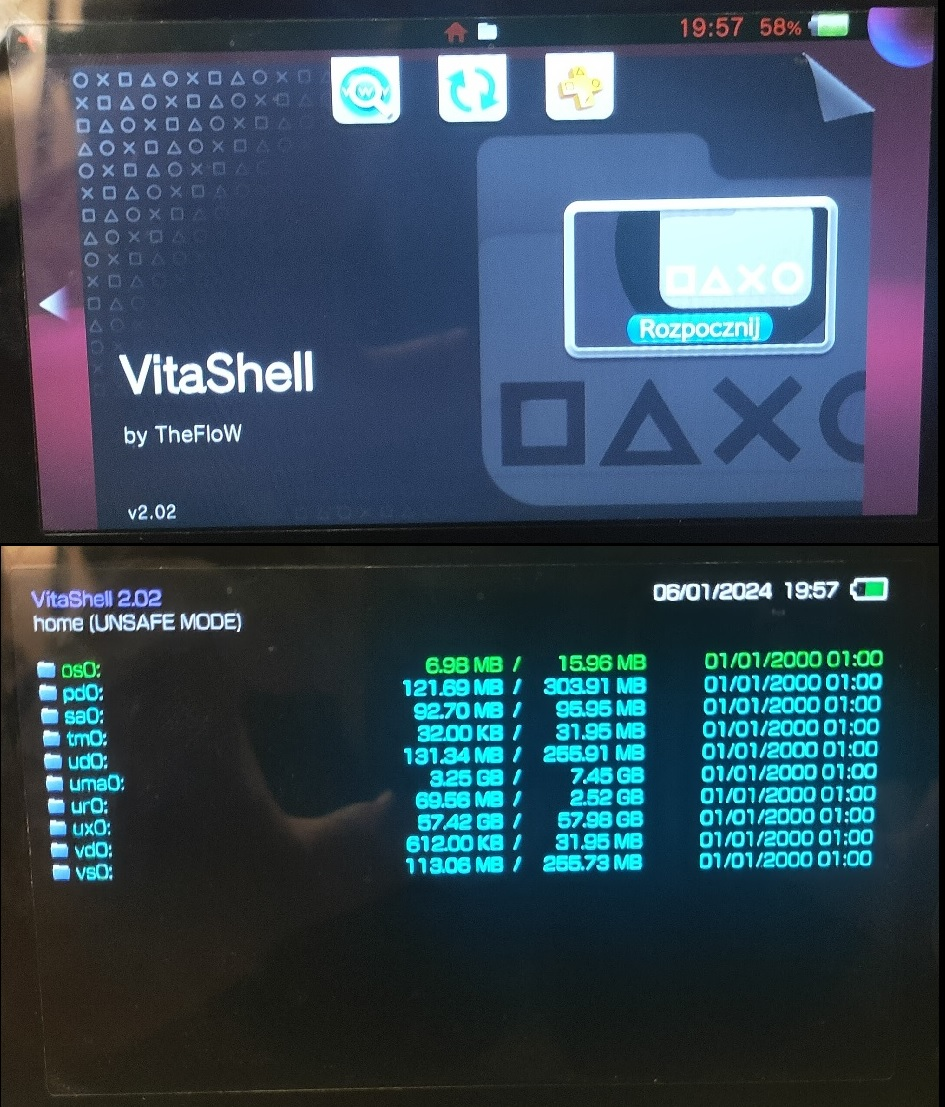
Aplikacja VitaShell do zarządzania kartami pamięci

W 2016 instalacja HENkaku wymagała użycia przeglądarki do wejścia na stronę posiadającą tzw. WebKit, pozwalający wgranie przeróbki na konsolę. Przerobienie zachodziło poprzez automatyczne otwarcie aplikacji e-mail i uruchomienie skryptu wykorzystującego lukę w oprogramowaniu. Opracowano aplikację VitaShell, która pozwoliła obejść zabezpieczenie oficjalnego menadżera plików.

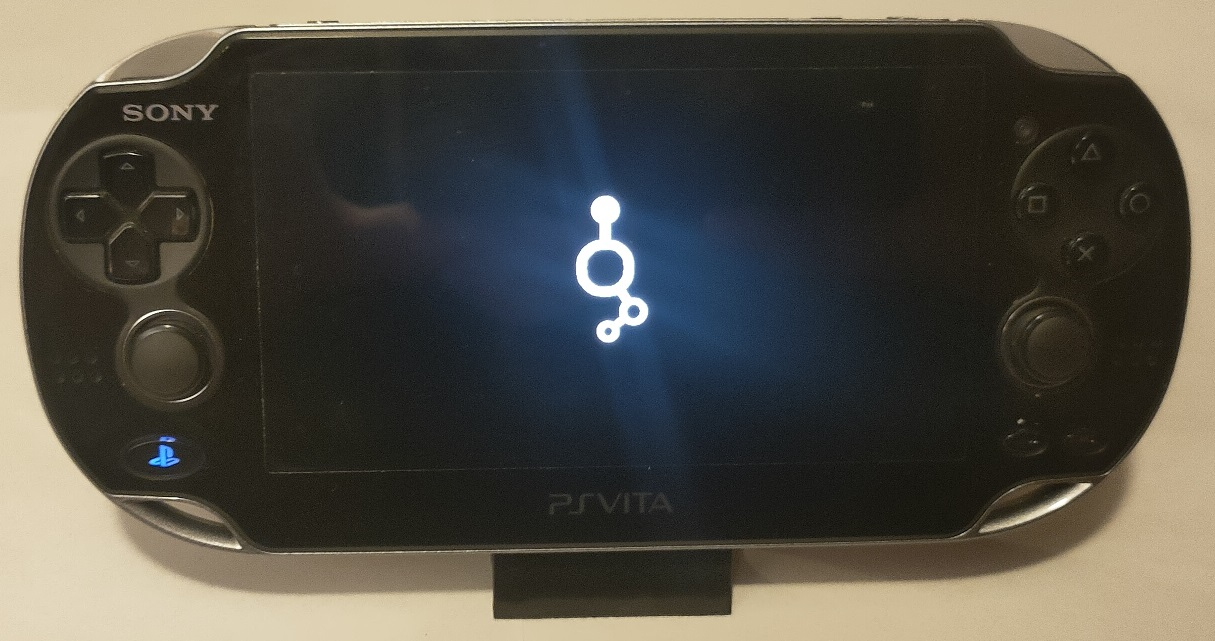
Przeróbka ENSO

W 2017 powstała optymalna metoda odblokowania oprogramowania w wersji 3.65 o nazwie ENSO. Pojawiła się możliwość obsługi kart microSD, dzięki specjalnemu adapterowi, który wkładany jest do slotu na karty NVG, tzw. SD2VITA. Używając go, oryginalne i drogie karty pamięci stały się zbędne. PS Vita TV również otrzymała własną wersję ENSO, co pozwoliło jej uruchamiać gry wymagające sterowania panelem dotykowym. Słabnące zainteresowanie i brak wiary we własny sprzęt doprowadziło Sony do decyzji o zaprzestaniu wsparcia. Hakerzy ulepszali metody złamania systemu, pozwalając konsoli na odtwarzanie gier z innych platform, np. NES, SNES, Game Boy, Nintendo 64, Sega Master System, Sega Mega Drive, Dreamcast. Wygaszono produkcję sprzętu na całym Świecie, z wyjątkiem Japonii. 
W 2018 powstała przeróbka o nazwie h-encore² umożliwiająca usunięcie zabezpieczeń z nowszej wersji 3.67. W tym samym roku xyz, z grupy Molecule, uzyskał metodą bruteforce klucz szyfrujący AES-128 (składający się z powtarzającego się bajtu) zabezpieczający wszystkie pozostałe klucze w systemie. Grupa Molecule zrzuciła także kernel (2017) i bootloader. 
W 2019 Sony oficjalnie zakończyło produkcję w Japonii. Powstały porty gier z Androida, jak np. GTA III, GTA: Vice City, GTA: San Andreas, Bully: Canis Canem Edit, a niektórzy pasjonaci tworzyli też własne gry. 
W 2021 opracowano nowy rodzaj exploita o nazwie YAMT (yet-another-mounting-tool), który instaluje się jako homebrew (wymaga użycia h-encore² oraz SD2VITA). YAMT wykonywał tzw. downgrade konsoli i instalował ENSO. Spotkał się jednak z krytyką z powodu niestabilności, co powodowało zawieszanie się konsoli. Użytkownicy skarżyli się też na fakt, że YAMT automatycznie wgrywa wtyczki, które nie są obowiązkowe.
W 2022 programista xerpi opracował metodę vita2hos, dzięki której można uruchomić system PSV na Nintendo Switch. Pozwala to na stworzenie emulatora Vity, wykorzystującego panele dotykowe w grach.